# Dasineura cecconiana
Dasineura cecconiana är en tvåvingeart som först beskrevs av Jean-Jacques Kieffer 1909.  Dasineura cecconiana ingår i släktet Dasineura och familjen gallmyggor.
Artens utbredningsområde är Italien. Inga underarter finns listade i Catalogue of Life.